# 泰利·雲拿保斯
泰倫斯·費特歷·"泰利"·雲拿保斯（Terence Frederick "Terry" Venables，1943年1月6日—2023年11月25日）生於英格蘭倫敦達格納姆，是一名前足球運動員及領隊。球員生涯主要效力倫敦球會包括車路士、熱刺、昆士柏流浪及水晶宮，曾代表英格蘭在每一級國家隊參加國際賽，包括兩次為成年國家隊上陣。退役後轉任領隊，曾分別執教水晶宮、昆士柏流浪、巴塞隆拿及熱刺等球會，亦曾領導英格蘭及澳洲的國家隊。

## 生平

### 球員
雲拿保斯於1957年夏季離開學校後以學徒球員身份加盟車路士，在落選大不列顛及北愛爾蘭國奧隊後，他於1960年轉為職業球員。雲拿保斯成為車路士於1960年代衝擊各項錦標陣中的主力球員及隊長，於1964/65年升班後第二個球季，分別在聯賽獲得季軍及足總盃晉級準決賽，更奪得聯賽盃冠軍，他在主場射入1球十二碼協助球隊以3-2領先首回合，次回合作客賽和0-0，累計3-2擊敗衛冕冠軍的莱斯特城。由於雲拿保斯及另外7名隊友因違反賽前宵禁而開始與時任領隊汤米·多彻蒂鬧不和，最終在1966年以8萬英鎊身價被賣往鄰會熱刺，他合共為車路士上陣202場及射入26球。
在雲拿保斯加盟的首季熱刺晉級足總盃決賽，對手正是他的母會車路士，是首次由兩支倫敦球會在決賽對壘，而被稱為「考克尼盃決賽」（The Cockney Cup Final），結果熱刺以2-1獲勝，第五度贏得足總盃錦標。他在熱刺效力三季合共上陣115場聯賽及射入19球，於1969年6月以7萬英鎊轉投昆士柏流浪。雲拿保斯為昆士柏流浪上陣179場及射入19球後，於1974年再以同樣身價加盟另一支倫敦球會水晶宮，但僅為球隊上陣14場，於1976年被任命為領隊。同年2月他曾短期效力愛爾蘭球隊圣巴特里克，僅上陣兩場。
除兩次代表英格蘭上陣外，首場於1964年10月21日對比利時，同年12月9日第二次，亦是最後一次披甲出戰荷蘭，雲拿保斯是首位曾代表英格蘭在當時每一級國家隊，包括學童隊、青年隊、業餘隊、U23隊及成年隊，參加國際賽的國腳。

### 領隊

#### 水晶宮
1976年當雲拿保斯接替马琴·阿利逊（Malcolm Allison）擔任水晶宮領隊時，球隊仍處於丙組聯賽，執教首季水晶宮一直在前列位置爭取升班，球季結束前最後一仗作客4-2擊敗升班對手域斯咸，以1分暫時壓過對手進佔第3位及最後一個升班席位，域斯咸尚餘一場在手，但最終0-1負於成功爭取冠軍錦標的曼斯菲，讓雲拿保斯帶領球隊升上乙組。翌季水晶宮以第9位穩定乙組聯賽席位，1978/79年球季水晶宮最後一輪主場對般尼，當時球隊處於第4位而前3位已完成全部賽事，如獲勝可取得冠軍及升班，賽和則冠軍歸白禮頓但仍可升班，如不幸落敗則會因得失球差不及新特蘭而無緣升班，最終在破紀錄的51,801名支持球迷見證下以2-0取勝，榮獲乙組聯賽冠軍及升上甲組，當季球隊在42場聯賽僅失24球，至今仍然是球會單季最少失球的紀錄。由於陣中擁有多名具潛質的青年球員，因此當時的傳媒稱水晶宮為「80年代的球隊」（the team of the eighties）。水晶宮升上頂級聯賽後的首個球季有非常出色開始，在8輪聯賽後更一度登頂，是球會歷來首次在甲組位列榜首，但年青球員水準不穩定，僅以第13位的成績完成球季。

#### 昆士柏流浪
1980年10月雲拿保斯轉投當時仍在乙組的昆士柏流浪，在他離隊後，水晶宮成績急遽下滑，於季尾降班返回乙組，直到8年後才有力再次升上頂級聯賽。雲拿保斯執教昆士柏流浪首季只取得第8位，翌季球隊一直在前列爭取升班有利位置，最終以第5位結束球季，與第3位升班的诺里奇城相差僅兩分，且有絕對的得失球差優勢；同季昆士柏流浪歷來唯一一次晉級英格蘭足總盃決賽，面對雲拿保斯的母會熱刺，決賽法定時間0-0平手進入加時賽，熱刺由荷度先開紀錄，5分鐘後昆士柏流浪由泰利·芬域（Terry Fenwick）扳平1-1至完場需要進行重賽；5天後的重賽熱刺憑荷度開賽初段時的十二碼一針見血，昆士柏流浪就此以0-1見負屈居亞席。1982/83年球季昆士柏流浪在聯賽所向披靡，以10分拋離次席的狼隊輕鬆奪冠，雲拿保斯領導第二支球隊取得升班甲組。
1983/84年是雲拿保斯領導昆士柏流浪在頂級聯賽角逐的首個球季，亦是最後一個球季，球隊取得令人驚喜的第5位成績，與排第3及第4的諾定咸森林和曼聯僅相差1分，是球隊自1975/75年球季取得亞軍以來最高的聯賽排名，亦取得參賽歐洲足協盃的入場劵。1984年11月雲拿保斯出國到西班牙接掌西甲勁旅巴塞隆拿，由前熱刺隊友阿倫·穆萊利（Alan Mullery）接任昆士柏流浪領隊，但僅任職6個月後便因表現不佳而遭解僱。
2008年10月有傳如果時任領隊伊恩·杜維（Ian Dowie）未能改善球會成績，雲拿保斯將會重返昆士柏流浪。

#### 巴塞隆拿
雲拿保斯在帶領水晶宮及昆士柏流浪取得成功使他聲名大噪，在1984年吸引一眾歐洲豪門競逐邀請加盟，他獲得與巴塞隆拿會長私交甚篤的波比·笠臣推薦到西甲執教這支加泰羅尼亞勁旅，獲得「艾爾·泰爾」（El Tel）的外號，雲拿保斯採用一貫英式踢法的傳統4-4-2陣式，配合陣中優秀的守將如加連度（Gerardo）、米盖利（Migueli）及胡里奥· 阿尔贝托（Julio Alberto），加上由德國球員蘇斯達領導勤於跑動的中場線，在掌舵的三個球季為球隊贏得西甲冠軍及西班牙聯賽盃錦標，並帶領球隊晉級歐冠盃決賽，與布加勒斯特星隊戰至加時賽後仍然互無紀錄，互射十二碼首兩輪雙方球員仍然無法踢球入網，其後兩輪星隊球員全入，但巴塞仍然掛零，四輪十二碼全數不入以0-2見負屈居亞軍。
1986年雲拿保斯從英格蘭引入兩名前鋒球員，來自愛華頓的連尼加及曼聯的馬克·曉士，前者在魯營球場取得成功，效力3年直到1989年雲拿保斯加盟熱刺才將他帶返英格蘭；而後者鬱鬱不得志，僅效力一季即被外借到拜仁慕尼黑。  
由於未能將錦標賽帶到魯營球場，更在歐洲足協盃半準決賽主客兩回合均敗於蘇超球隊登地聯腳下，雲拿保斯在1987年9月遭巴塞隆拿解僱。

#### 熱刺
1987年11月23日雲拿保斯返回英格蘭執教舊東家熱刺，為這支北倫敦球隊取得的成績榮辱互見，雲拿保斯從巴塞隆拿將連尼加帶到熱刺，又以破英格蘭轉會紀錄的200萬英鎊從紐卡素引入加斯居尼，球隊在他的任期於聯賽大部分時間均處於中游席位，但曾於1990年獲得聯賽季軍及贏取1991年英格蘭足總盃錦標。1990年當罗布森卸任英格蘭國家隊領隊時，雲拿保斯是接任大熱門，但在其在商場的誠信疑慮使其落選，而由泰萊走馬上任。
1991年6月蘇加从麦克斯韦手上取得球會控制權後，委派雲拿保斯擔任行政總裁，在接下來兩季熱刺由舒里夫出任領隊，其後改由利華摩亞與基文斯的雙教練所取代，於後期雲拿保斯亦需協助執教一隊。阿倫·蘇加與雲拿保斯關係轉差，更於1993年5月14日撤除他的職務，雲拿保斯進行反擊，在取得法院禁制令後獲得復職，但其後在三天的高院審訊中敗訴，更需支付堂費。

#### 英格蘭
1993年11月，英格蘭國家隊在前領隊格拉咸·泰萊治下失去晉級1994年世界盃決賽週參賽資格，球隊正處於低谷，時任英格蘭足球總會顧問的占美·岩菲路負責挑選繼任人，候選人中加利·法蘭西斯（Gerry Francis）及侯活·簡度（Howard Kendall）以工作壓力過重而婉拒，而杜利華·法蘭西斯（Trevor Francis）、白賴仁·笠臣及韋健士又欠缺經驗難當大任，雲拿保斯當時雖然在足球界並不活躍，但具有氣質及感召力可以重燃國家隊失落的光輝。他於1994年1月28日受聘為國家隊領隊，當時他正為其商業活動遭受審查及譴責而煩惱，任期至在本土舉辦的1996年歐國盃決賽週結束為止。
英格蘭作為主辨國直接晉級歐國盃決賽週，3戰2勝1和取得分組賽首名出線，期間更以4-1擊敗荷蘭；淘汰制半準決賽英格蘭0-0賽和西班牙，憑互射十二碼4-2獲勝過關；準決賽巧遇老對手德國，雖然舒利亞開賽後僅3分鐘已先拔頭籌，但被德國隊追平，進入加時賽雙方再無紀錄，賽事再次以互射十二碼定勝負，首五輪雙方球員全部射入，進入突然死亡，修夫基（Gareth Southgate）先射被撲出，德國隊慕拿（Andreas Möller）順利射入，十二碼比分5-6英格蘭出局。總結雲拿保斯帶英格蘭出戰23場，取得11勝11和僅1負的成績。

#### 澳洲
1996年11月澳洲國家隊在艾迪·湯臣（Eddie Thomson）辭職後邀請雲拿保斯出任領隊，他帶領澳洲隊在1997年洲際國家盃晉級決賽，但以0-6不敵巴西而屈居次席。而澳洲隊在1998年世界盃大洋洲外圍賽中輕鬆出線，但在附加賽對伊朗時，儘管首回合作客德黑蘭賽和1-1，次回合在墨爾本板球場主場破紀錄的88,000觀眾面前，上半場領先一球，下半場初段再入一球，2-0似乎已穩奪出線資格，但伊朗在賽事末段連下兩城，追平2-2完場，以作客入球優惠澳洲將到手的出線權拱手讓給伊朗。而賽後不久雲拿保斯亦遭解僱。

#### 樸茨茅夫主席
在擔任澳洲領隊的同時，雲拿保斯先後出任樸茨茅夫的顧問及主席，他於1997年2月以1英鎊象徵價格取得球會控制性的51%股權，於11個月後充滿爭議地離開。雲拿保斯旗下的「Vencorp」在1997年夏季收取30萬英鎊紅利，而期間引入的澳洲球員表現一無是處，離隊時球隊處於甲組榜末，但他卻獲得25萬英鎊分手費
，雖然樸茨茅夫在聯賽煞科日力保甲組席位，但財政問題嚴重，直到1999年末被米兰·曼达里奇（Milan Mandaric）收購後才避過破產危機。

#### 重返水晶宮
1998年3月雲拿保斯重返剛在季初升班英超的水晶宮執教，當時球隊剛被商人马克·高伯格（Mark Goldberg）收購，並揚言在5年內將水晶宮打造成歐洲新勢力，但球隊卻在球季結束時以墊底成績降班返回甲組。翌季马克·高伯格財力不繼，水晶宮需要進行債務重組，幾乎清盤收場，雲拿保斯於1999年1月離隊，由史提夫·郭甫第四度重掌帥印，領導球隊以第15位結束球季。

#### 米杜士堡
雖然曾和威爾斯國家隊及車路士的懸空領隊職位拉上過關係，雲拿保斯仍然沒有出任足球關連職務長達兩年，直到2000年12月才答允米杜士堡擔任主教練（head coach），與時任領隊白賴仁·笠臣共同執教以協助球隊護級，最終以第14位結束球季保留英超席位。他於白賴仁·笠臣在2001年6月提前解約後亦離開米杜士堡。

#### 列斯聯
2002年7月雲拿保斯加盟剛開始顯現財困問題的列斯聯出任領隊，雖然球隊在他上任不久便將隊長里奧·費迪南出售到死敵曼聯得以暫時舒緩財政壓力，但他仍然繼承一支於兩年前掙到歐聯參賽資格球隊的相同陣容，還比當時多了一名羅比·堅尼。惟到了12月列斯聯在英格蘭聯賽盃及歐洲足協盃提早出局，而聯賽亦處於下半版的位置。2003年1月轉會窗列斯聯陸續出售星級球員套現減債，科拿、達葛治及李·保耶先後離隊，而活基治被賣到紐卡素及羅比·堅尼轉投熱刺事前均沒有諮詢雲拿保斯，他曾威脅如將活基治出售，他自己亦會離隊，最終被主席里兹代尔說服留下。列斯聯成績直插谷底及步向降班，傳言董事會將會繼續出售球員，而雲拿保斯亦於2003年3月被辭退，但球隊在列特接任後扭轉形勢，於球季結束前第二仗作客3-2戰勝阿仙奴，除確保成功護級外，亦間接協助曼聯奪得聯賽冠軍。

#### 英格蘭助理領隊
2004年雲拿保斯與澳洲球會紐卡素噴射機扯上關係，但由於他在英國國內生意繁多而不可能出國，他的代理人宣佈他不會到澳洲。而到了2005/06年球季末，又有傳他會重返米杜士堡，但他以自己年事已高，不宜全職擔任一支英超球會領隊為由而沒有成事。同年年尾雲拿保斯返回英格蘭國家隊的教練團，擔當新任領隊史提夫·麥卡倫的副手，但在2008年歐國盃外圍賽失利後，於2007年11月雙雙被辭退。

自2007年以來，雲拿保斯已先後被傳媒將他與愛爾蘭國家隊、莱斯特城、保加利亞國家隊、伊朗國家隊、紐卡素及蘇格蘭國家隊的領隊職位扯上關係。最新一單是2010年3月15日當侯城辭退菲爾·布朗（Phil Brown）後，雲拿保斯又成為候任領隊的熱門人選。

## 其他活動
雲拿保斯亦以高調參與商業活動而廣為人知，其中包括曾擔任英格蘭球會昆士柏流浪的總經理、熱刺的行政總裁及樸茨茅夫的主席。但在1998年1月14日他被高等法院裁定管理4家公司失誤，根據《1986年公司董事資格喪失法案》判決不准擔任公司董事7年，案件由工業貿易署提出檢控，罪證包括賄賂、說謊、詐騙、竄改賬目及取用支付給債權人的金錢。
除廣泛參與商業活動外，雲拿保斯亦與作家威廉斯聯合撰寫4本小說，其後更被獨立電視台改編為偵探連續劇哈澤爾。自1980年代中期開始雲拿保斯已為英国广播公司擔任足球評述員，其後於1994年由於與電視台播出一集時事紀錄片《全景畫》指控他的內容引發法律訴訟而轉投獨立電視台。1990年雲拿保斯共同開發版圖遊戲「泰利·雲拿保斯邀請你成為……領隊」，是一款足球管理遊戲。2002年與流行樂隊「Rider」合作為世界盃灌錄細碟《足球狂熱》（Football Crazy），在英國單曲排行榜最高上到46位。
2006年5月雲拿保斯在足球援助活動領導由足球名宿及名人組成的英格蘭隊以2-1擊敗世界明星隊。

## 榮譽

### 球員
車路士
- 英格蘭聯賽盃：1964/65年；

熱刺
- 英格蘭足總盃：1967年；

### 領隊
水晶宮
- 英格蘭丙組聯賽〈第三級〉季軍：1976/77年（升班乙組）；
- 英格蘭乙組聯賽〈第二級〉冠軍：1978/79年（升班甲組）；

昆士柏流浪
- 英格蘭乙組聯賽〈第二級〉冠軍: 1982/83年（升班甲組）；

巴塞隆拿
- 西班牙甲組聯賽冠軍：1984/85年；
- 西班牙聯賽盃：1985/86年；

熱刺
- 英格蘭足總盃：1991年；
- 英格蘭慈善盾：1991年（併列）；

### 個人
- 英格蘭足球名人堂領隊：2007年[20]；
- 西班牙《足球先生》雜誌（Don Balón）西甲年度最佳教練：1985年；

## 領隊統計
| 球隊       | 國籍     | 由         | 至         | 統計紀錄 | 統計紀錄 | 統計紀錄 | 統計紀錄 | 統計紀錄 |
| 球隊       | 國籍     | 由         | 至         | 賽       | 勝       | 負       | 和       | 勝率     |
| ---------- | -------- | ---------- | ---------- | -------- | -------- | -------- | -------- | -------- |
| 水晶宮     | 英格兰   | 1976年6月  | 1980年10月 | 189      | 69       | 52       | 68       | 36.5%    |
| 昆士柏流浪 | 英格兰   | 1980年4月  | 1984年11月 | 166      | 84       | 49       | 33       | 50.6%    |
| 巴塞隆拿   | 西班牙   | 1984年7月  | 1987年9月  | 116      | 64       | 17       | 35       | 55.2%    |
| 熱刺       | 英格兰   | 1987年11月 | 1991年6月  | 164      | 67       | 51       | 46       | 40.9%    |
| 英格蘭     | 英格兰   | 1994年1月  | 1996年7月  | 23       | 11       | 1        | 11       | 47.8%    |
| 澳洲       | 澳大利亚 | 1996年11月 | 1998年1月  | 23       | 15       | 3        | 5        | 65.2%    |
| 水晶宮     | 英格兰   | 1998年6月  | 1999年1月  | 31       | 11       | 12       | 8        | 35.5%    |
| 米杜士堡   | 英格兰   | 2000年12月 | 2001年6月  | 25       | 8        | 6        | 11       | 32.0%    |
| 列斯聯     | 英格兰   | 2002年7月  | 2003年3月  | 42       | 16       | 19       | 7        | 38.1%    |
| 總計       | 總計     | 總計       | 總計       | 779      | 345      | 210      | 224      | 44.3%    |

## 自傳
- Venables, T 及 Hanson, N，《Venables: The Autobiography》，1995年，ISBN 0-14-024077-2
- Venables, T，《Venables' England: The Making of the Team》，1996年，ISBN 0-7522-1664-3

## 外部連結
- 足球数据库：泰利·雲拿保斯的球员统计数据
- 足球資料庫：泰利·雲拿保斯的領隊統計數據
- Full Managerial Stats for Leeds United from WAFLL （页面存档备份，存于）
- Interview on FA website （页面存档备份，存于）
- Venables in line for 'one last big job' on Teesside （页面存档备份，存于）
- League of Ireland history
- Terry Venables' Career